# Josef Šolín
Josef Marcell Šolín (* 4. März 1841 in Markt Kamnitz, Chrudimer Kreis; † 19. September 1912 in Prag) war ein tschechischer Bauingenieur und Mathematiker.
Šolín stammte aus einer Lehrerfamilie und studierte nach dem Besuch der Realschule in Prag ab 1860 am dortigen Polytechnikum, wobei er auch Pädagogik an der Universität Prag studierte mit dem Abschluss 1864. Danach war er bis 1868 Assistent für Darstellende Geometrie bei František Tilšer. Nach der Lehramtsprüfung in Mathematik 1870 unterrichtete er an der tschechischen Realschule in Prag. Von 1870 bis zu seiner Pensionierung 1906 war er am Polytechnikum (Technische Hochschule) Prag zunächst als Honorardozent, ab 1876 dann als ordentlicher Professor tätig. Er war dort mehrmals Rektor und Dekan. Šolín lehrte Baustatik und Darstellende Geometrie einschließlich Elastizitätstheorie und Festigkeitslehre.
Er schuf die tschechische Fachterminologie auf seinem Lehrgebiet. 1896 erhielt er den Orden der Eisernen Krone 3. Klasse und 1904 wurde er Hofrat.
Er war Mitglied der Böhmischen Akademie für Wissenschaft und Künste, der Königlich böhmischen Gesellschaft der Wissenschaften und des Königlich Böhmischen Architekten- und Ingenieurvereins und Vorsitzender des Tschechischen Technischen Vereins, der zur Veröffentlichung von Fachliteratur in tschechischer Sprache gegründet worden war.

## Schriften
- Über die Normalenfläche zum dreiaxigen Ellipsoide längs einer Ellipse eines Hauptsystems; 1868
- Über graphische Integration. Ein Beitrag zur Arithmographie; 1872
- Zur Theorie des continuirlichen Trägers veränderlichen Querschnitts. In: Civil-Ingenieur, Band 31, 1885
- Bemerkungen zur Theorie des Erddrucks. In: Allgemeine Bauzeitung, Band 54, 1887
- Über das allgemeine Momentenproblem des einfachen Balkens bei indirekter Belastung. In: Civil-Ingenieur, Band 35, 1889
- Baustatik (tschechisch), 2 Bände, Prag 1889, 1893
- Theorie plnostěnných nosníků obloukových o dvou opěrách. Česká Akademie císaře Františka Josefa pro vědy, slovesnost a umění v Praze. Třída II. s pěti lithografovanými tabulkami. Předloženo dne 11. prosince 1891; Prag 1892 Digitalisat
- Festigkeitslehre (tschechisch), Prag 1893, 1902, 1904